# پیتزافروشی بیانکو
پیتزافروشی بیانکو (انگلیسی: Pizzeria Bianco) یک پیتزافروشی در مرکز شهر فینیکس است که مدیر و سرآشپز آن کریس بیانکو است که نقدهای مثبتی از منتقدان برجسته مواد غذایی بابت پیتزاهایش به دست آورده‌است. این رستوران که در سطح ملی برای پیتزاهایش شناخته شده‌است و ظرفیت کم صندلی‌های این رستوران ممکن است منجر به زمان‌های انتظار بسیار طولانی شود که گاهی مشتریان عادی را شگفت‌زده می‌کند. این رستوران یک فر آشپزی چوبی دارد و پنیر موتزارلای مورد استفاده در پیتزاهایش در همان‌جا و توسط کریس بیانکو آماده می‌شود. در سال ۲۰۱۳، شعبهٔ دیگری از این رستوران در منطقه بیلتمور فینیکس تأسیس شد و در سال ۲۰۲۲، این رستوران شعبهٔ سوم خود را در لس آنجلس افتتاح کرد.
بن اپتی، وگ، ریچل ری و اندرو زیمرن پیتزافروشی بیانکو را بهترین پیتزاپزی ایالات متحده آمریکا دانسته‌اند و این رستوران را همچنین مارتا استوارت، اپرا وینفری، جی‌کیو و گورمی به رسمیت شناخته شده‌است. در سال ۲۰۰۳، کریس بیانکو برندهٔ جایزه بنیاد جیمز بیرد در شاخهٔ «بهترین سرآشپز جنوب غربی آمریکا» (تنها آشپز پیتزا که برنده جایزه منطقه‌ای شده) شد و این رستوران در سال ۲۰۰۰ امتیاز تقریباً کامل ۲۹ را از زِگَت دریافت کرد. نامِ پیتزافروشی بیانکو در کتاب «پای آمریکایی: جستجوی من برای یک پیتزای عالی» اثرِ پیتر راینهارت ذکر شده‌است.